# Menachem ben Salomo
Menachem ben Salomo oder Menachem ben Solomon ha-Meiri (hebräisch מנחם בן שלמה המאירי; provençalischer Name: Don Vidal Solomon; geboren 1249 in Perpignan, (Fürstentum Katalonien) Provence; gestorben 1315 oder 1306 ebenda
) war ein jüdischer Gelehrter und Talmudist im heutigen Südfrankreich. Er ist vor allem für seine Arbeiten im Bereich des jüdischen Rechts und seine umfassenden Kommentare zum Talmud bekannt.

## Leben und Wirken
Seine Familie, die als eine angesehene in der Provence gilt, stammte aus Carcassonne und Narbonne. Menachem ben Salomo war ein Schüler von Rabbi Reuven ben Chaim, dem Autor des Sefer ha-Tamid. Zu den zeitgenössischen Gelehrten, mit denen er enge Beziehungen pflegte, gehörte Rabbi Solomon b. Abraham Adret beide tauschten viele Responsa aus und Adrets Lehren halfen ihm beim Schreiben seines Werks. Menachem ben Salomo war einer der Teilnehmer an Rabbi Adrets Polemik gegen Maimonides. In einem Brief an Rabbi Abba Mari ben Moses ben Joseph, der die gesamte Auseinandersetzung mit organisierte und die entsprechende Korrespondenz sammelte, distanzierte sich Menachem ben Salomo aber von der Haltung von Rabbi Adret und seinen Kollegen und verteidigte die Gedankenfreiheit der Gelehrten jedes Landes.
Als philosophierender Autor unterschied er philosophische Glaubenslehren (Existenz, Einheit und Unkörperlichkeit Gottes) und Glaubensgegenstände (Schöpfung, Vergeltung, Providenz, Wunder). In der Folge vertrat er eine gewisse Toleranz gegenüber anderen Religionen: Moslems und (entgegen der Mehrheitsmeinung auch) Christen seien keine Götzendiener, sie vermitteln vielmehr den Monotheismus an die Völker und sind somit Vertreter von Religionen, deren Ethik durch die Normen der Offenbarung bestimmt wird. Sein Hauptwerk ist ein halachisches Werk zur Ordnung des Talmuds Beit El-Hachah, darüber hinaus schrieb er viele Publikationen.
Menachem ben Salomo bestritt die Existenz von Dämonen, die Wirksamkeit von Amuletten gegen Unglück, den Determinismus der Astrologie und zahlreiche weitere Aberglauben, weil sie die Vorstellung des freien Willens entkräften.
Er hat auch mehrere Chidduschim (ausführliche Diskussionen zu einzelnen Stellen des babylonischen Talmuds) unter dem Titel Bet ha-Bechira verfasst (nahezu vollständig veröffentlicht).

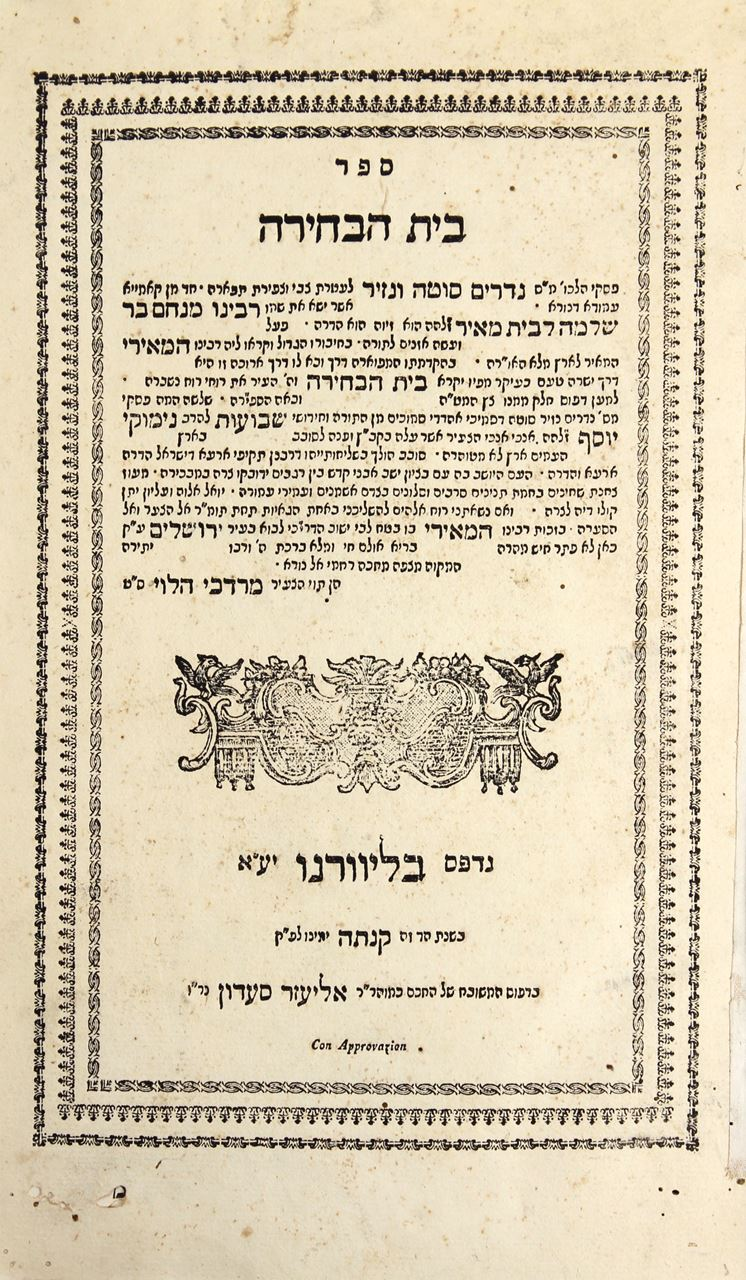
Titelblatt aus Menachem Meiris: Beit HaBechirah. Livorno 1795.

## Werke (Auswahl)
- Ḥibbur ha-Teshubah.
- Meshibat Nefesh.
- Bet ha-Beḥirah.
- Ḳiryat Sefer.